# Chiesa di San Biagio (Altamura)
La chiesa di San Biagio, nota anche come cappella di San Biagio è un luogo di culto cattolico di Altamura situato sulla via principale della città, corso Federico II di Svevia. Alla sua sinistra vi è la chiesa di San Nicola dei Greci e la sua caratteristica principale è la presenza di un affresco alto circa cinque metri raffigurante San Cristoforo che traghetta Gesù Bambino, dipinto dall'artista locale Niccolò Maramonte. Sulle scale di questa chiesa "zufolava" da bambino il compositore ottocentesco Saverio Mercadante.

## Storia

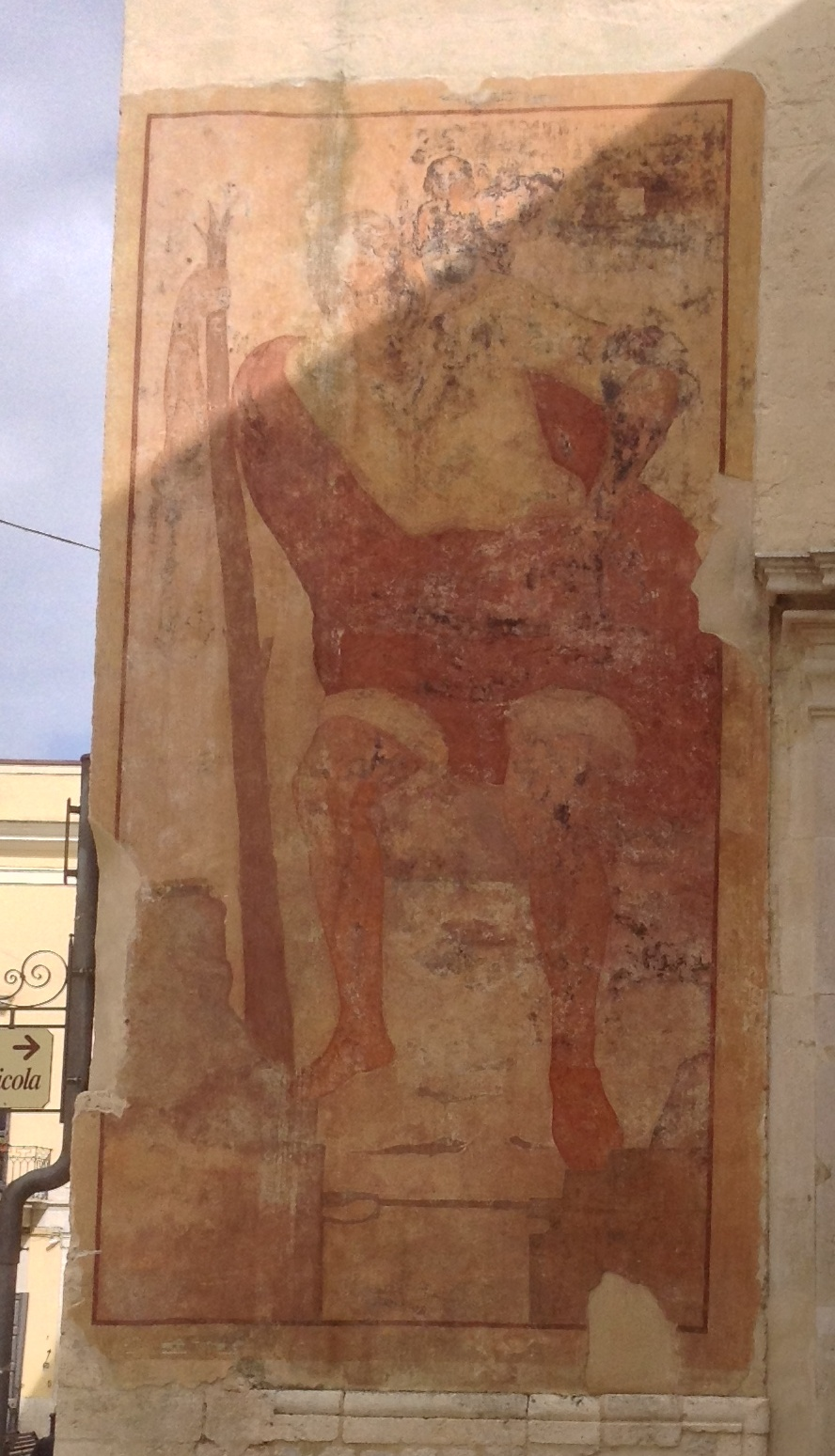
Particolare dell'affresco raffigurante San Cristoforo che traghetta Gesù Bambino.

La chiesa di San Biagio fu edificato nel 1628 sui resti di un "antico ipogeo". Prima che venisse costruita la chiesa, era edificato nella sua area un seggio in cui i nobili della città discutevano le questioni cittadine. Tale seggio era in "precarie condizioni statiche", al punto che le riunioni cittadine nel biennio 1570-1571 furono ospitate in altro posto. Poco dopo venne costruito un altro seggio con le stesse funzioni, situato dove oggi si erge la torre dell'orologio (progettata dall'architetto Corradino de Judicibus). Tale divenne la sua sede definitiva venendo restaurato nell'anno 1654.
Al di sopra del portale di ingresso sono visibili in alto una statua di San Biagio, mentre a destra vi è un campanile. Dalla parte opposta è invece visibile un rosone cieco che si affaccia direttamente su corso Federico II. Come riportato in un'iscrizione sulla facciata, la chiesa è stata restaurata nel 1742.
Sin dall'inizio la chiesa ospitò la confraternita dei Calzolai di San Crispino; era inizialmente di rito greco così come l'antistante chiesa di San Nicola dei Greci ed è "a pianta quadrata con volta a stella".

## Galleria d'immagini

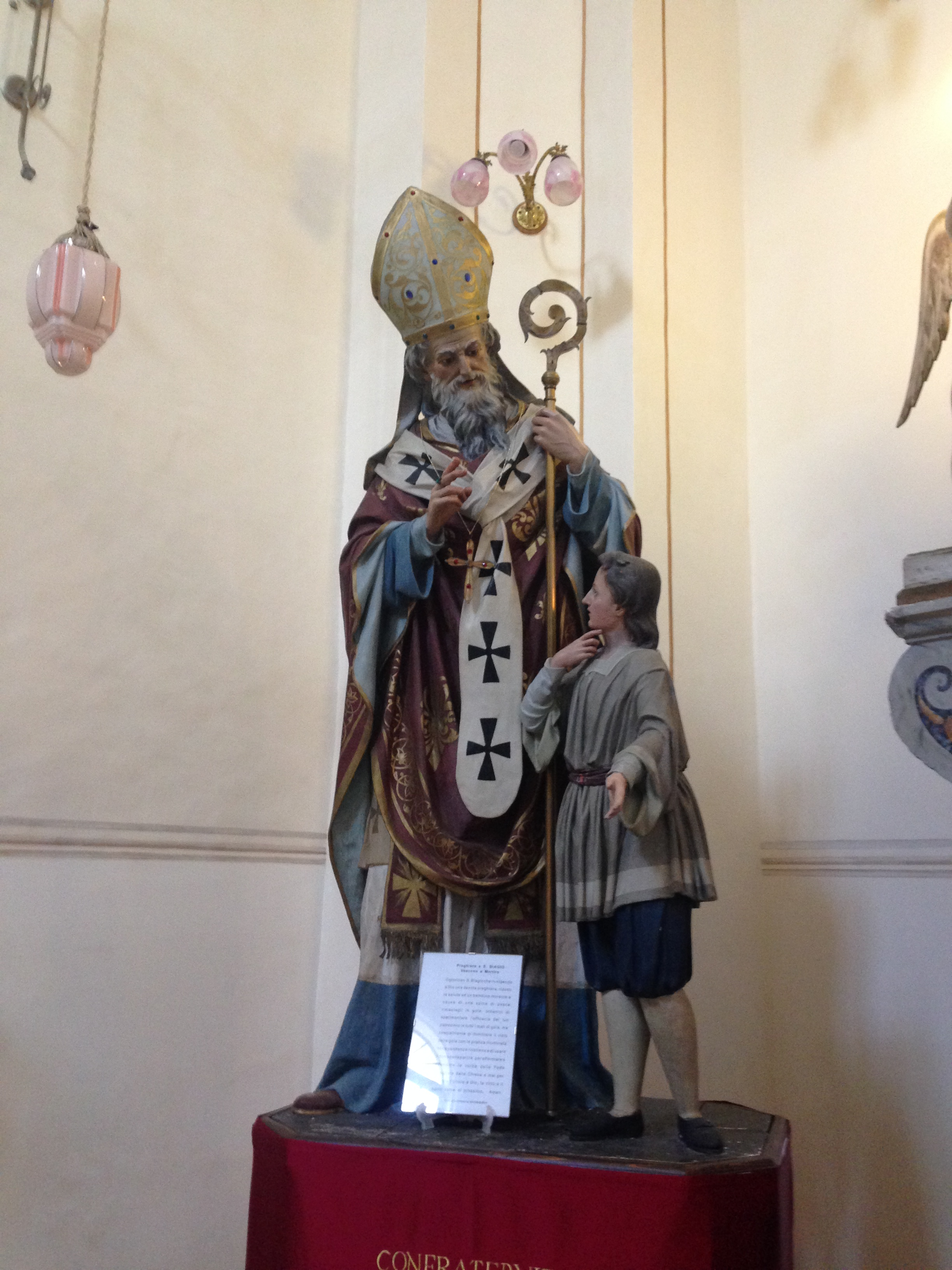
Statua
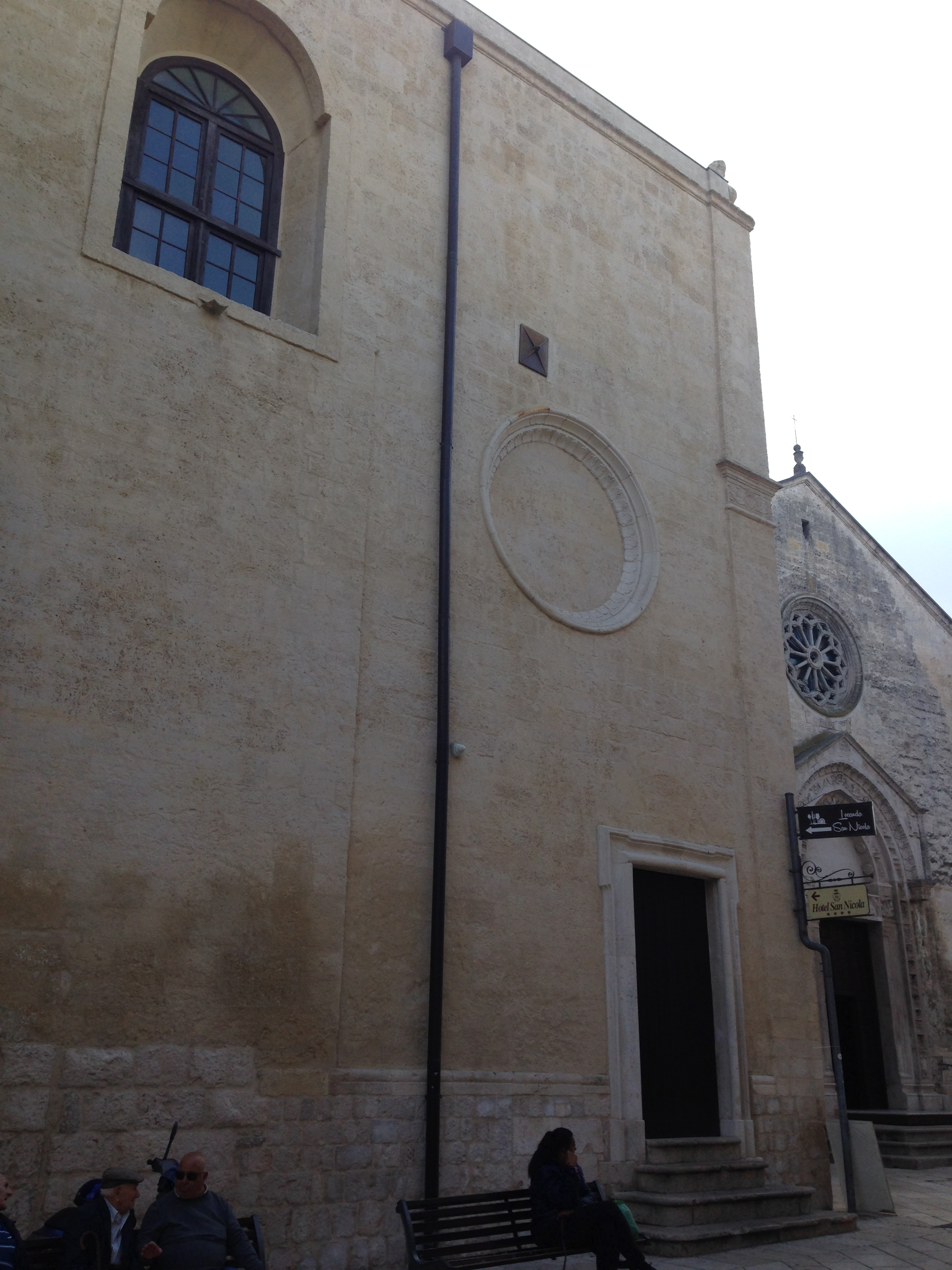
Rosone cieco
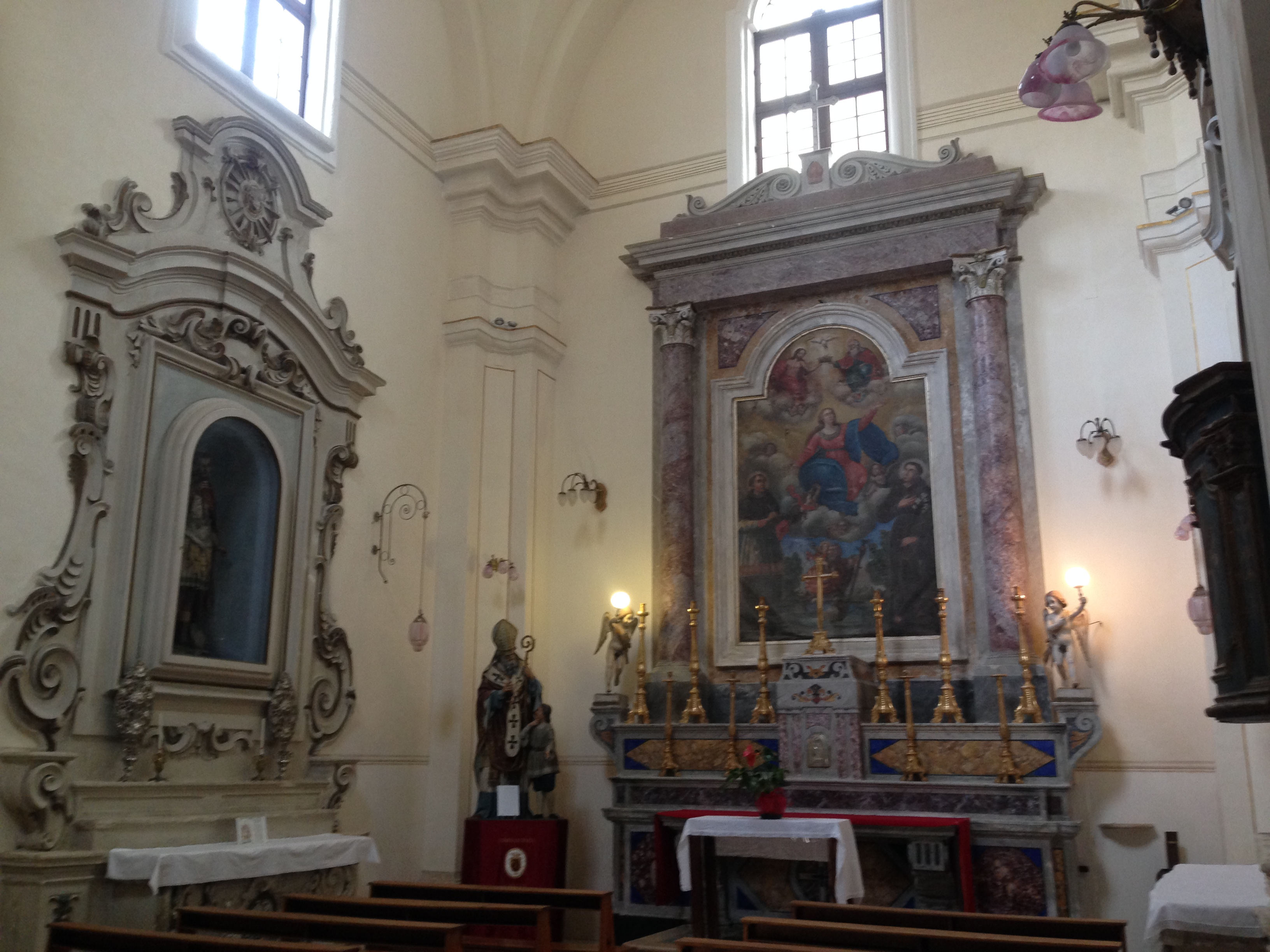
Interno
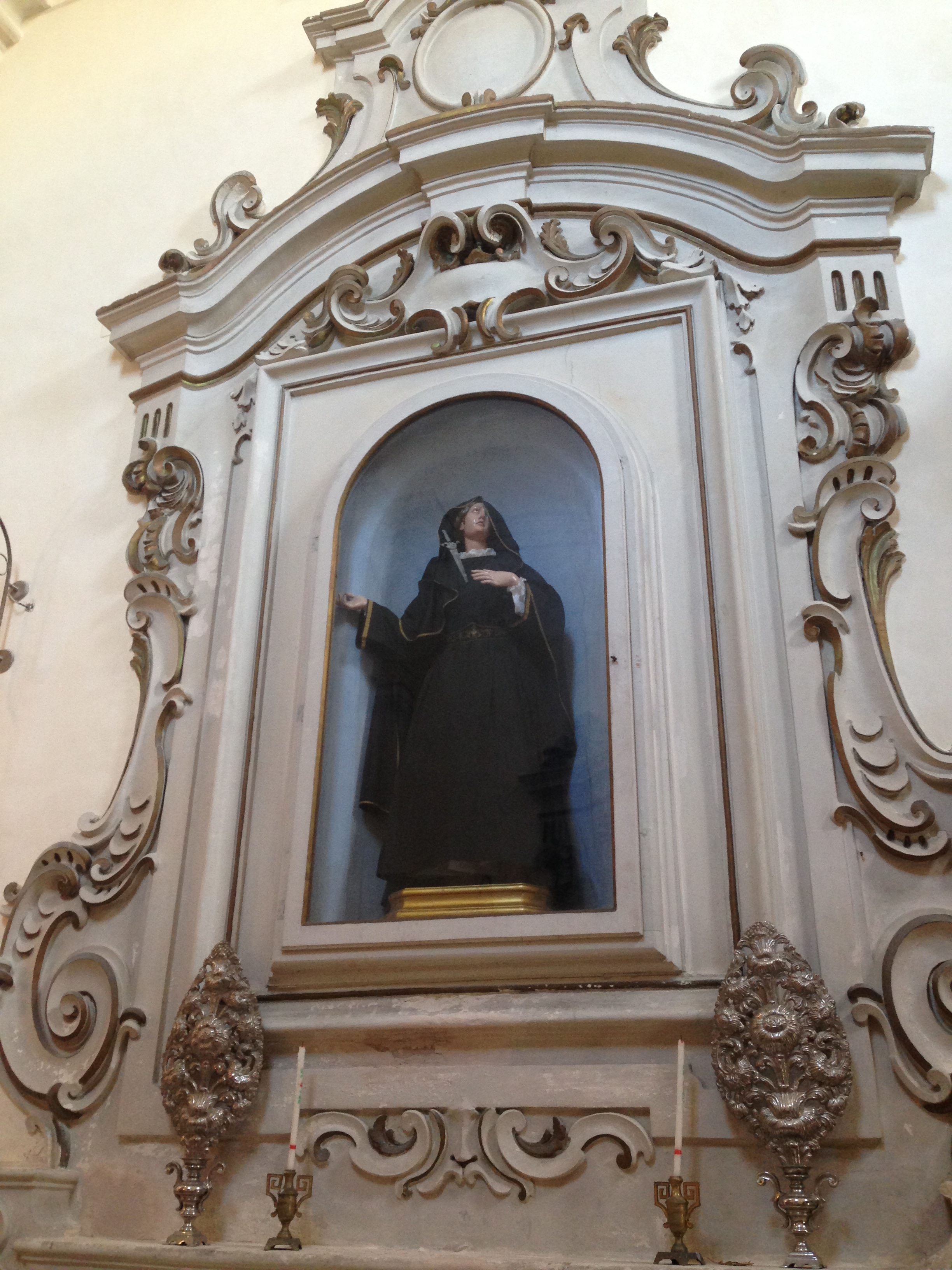
Altra staua
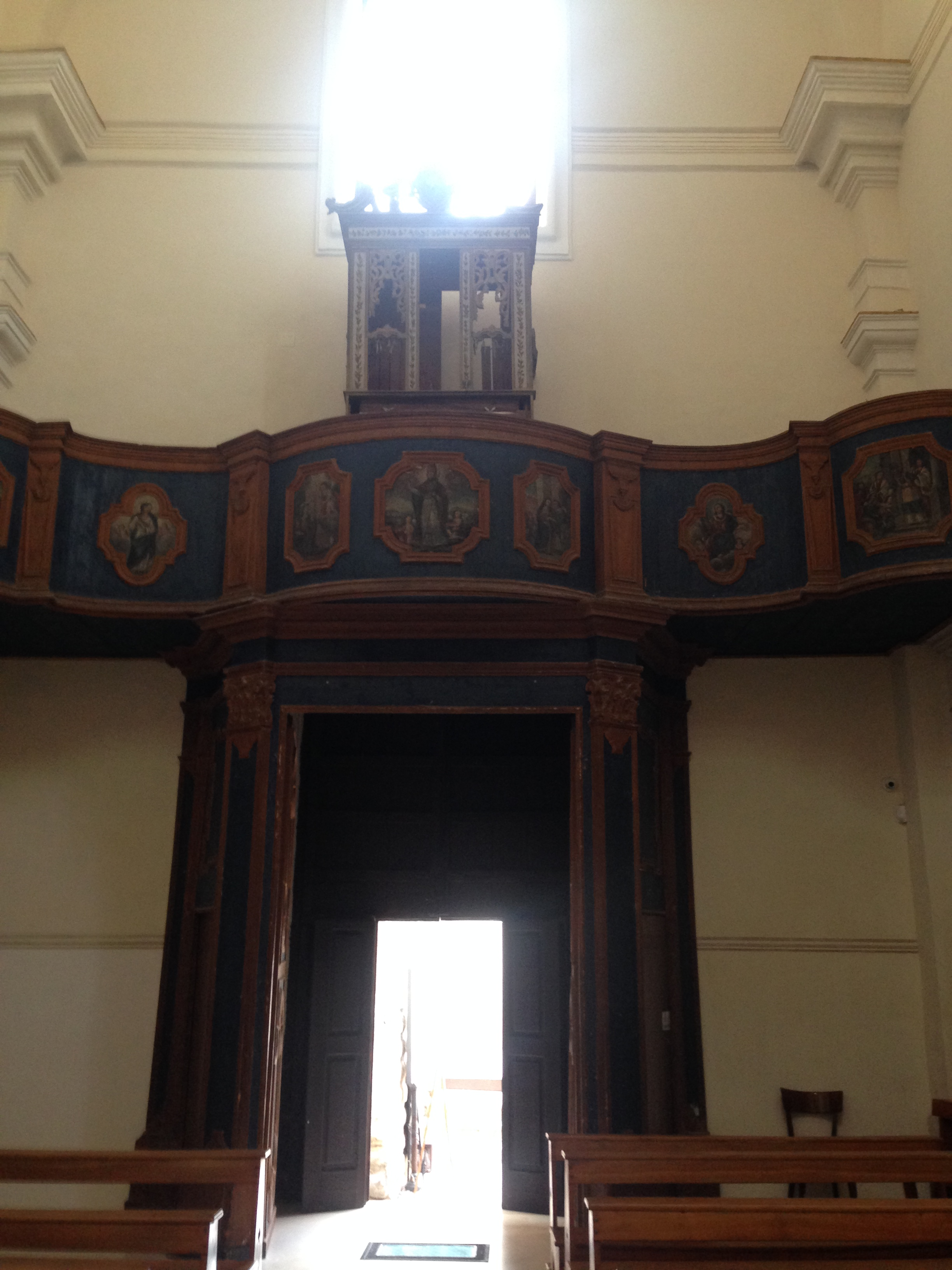
Portone di ingresso - Vista dall'interno
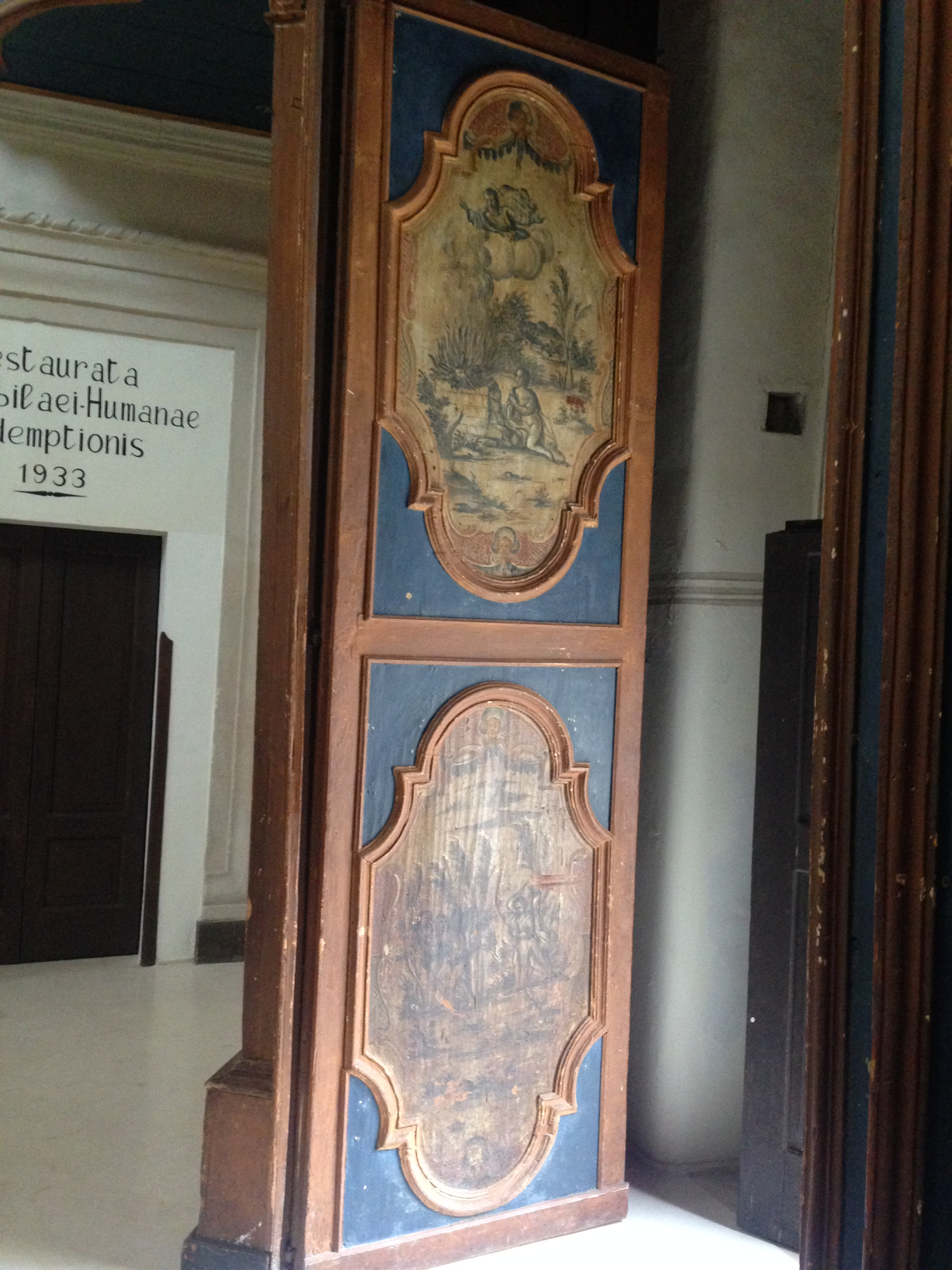
Particolare del portone